# 反致
在国际私法中，反致（法語：renvoi）或一级反致（法語：renvoi au premier degré）指对于某一涉外民事关系，法院法域和另一法域的冲突规范指引就某事项所采用准据法的规定相互指向后，最终采用法院法域的实体法（内国法）进行裁判的制度。该制度排除了其他法域法律的适用，使得本法域的实体法作为准据法得以应用。

## 起源
因1882年的法国福果案（Forgo's Case），反致在国际私法学界得到广泛讨论，并在国际私法立法中得到广泛应用。福果生于1801年，是巴伐利亚的非婚生子，5岁移居法国，但在法国无法律意义上的住所，68岁时未留下遗嘱便过世，无母亲、妻子或子女。福果旁系亲属向法国法院提出继承其法国银行存款的请求。依据法国民法典，继承适用于住所地法，即巴伐利亚继承法，后者则规定继承适用于住所地法，但巴伐利亚法律中不严格区分法律住所或实际住所。法国法院认为，根据巴伐利亚继承法，福果的住所应在法国，故适用法国民法典规定，其他旁系亲属无继承权，相关财产为绝产而收归国有。

## 原因
部分国家或地区认为，冲突规范指引中“外国法”的概念，涵盖其他法域的冲突规范指引；不同法域的冲突规范指引对于某事项所采用准据法的连接点规定也不同，这导致在处理具体案件时出现了潜在的相互致送关系。

## 衍生
狭义上的反致仅有一级反致一种，但在广义上，反致还包含间接反致、转致、二重反致三种。
间接反致（英語：indirect transmission），即法院国的冲突规范指引就某事项所采用准据法指向第二国后，第二国的冲突规范指引就某事项所采用准据法指向第三国，第三国的冲突规范指引就某事项所采用准据法指向法院国，最终采用法院国实体法进行裁判的制度。
转致（英語：transmission）或二级反致（法語：renovi au second degré），即法院国的冲突规范指引就某事项所采用准据法指向第二国后，第二国的冲突规范指引就某事项所采用准据法指向第三国，最终法院国采用第三国实体法进行裁判的制度。
二重反致（英語：double renovi）或完全反致（英語：total renovi），是英国法特有制度，即法院审理特定民事案件时，当依据英国冲突规范指引就某事项所采用准据法指向第二国后，法官应假设自身在第二国审判，根据第二国的冲突规范对反致的态度，最终决定所采用准据法的制度。

## 采用
法国、英国、美国、德国、日本、奥地利、波兰、匈牙利、台湾等法域在一定范围内接受反致；希腊、巴西、埃及、伊拉克、秘鲁、中国大陆、加拿大魁北克省等法域拒绝接受反致，如中国大陆的冲突规范指引采用实体指引说，即审理涉外民商事案件时不采用其他法域的冲突规范指引，从而彻底排除反致的存在基础。
海牙国际私法会议制定的一些公约接受反致或转致，如1902年海牙《婚姻法律冲突公约》允许反致，1989年海牙《死者遗产法律继承适用公约》接受转致；但2000年海牙《成年人国际保护公约》等排除了反致。

## 争议
反对反致的人认为：采用该制度，有违本法域冲突规范指引的宗旨，有损本法域的立法权，导致相互指定法律的循环而难以确定准据法，司法实践中也需要大量时间调查其他法域的法律。
赞同反致的人认为：采用该制度，无损于法域自身权利，法律选择会更灵活，扩大了本法域法律的适用，维护了其他法域制度完整性，让各法域判决结果一致，判决会更合理。